# 聖巴勃羅省
聖巴勃羅省（西班牙語：Provincia de San Pablo），是秘魯的省份，位於該國北部卡哈馬卡大區，首府是聖巴勃羅，始建於1981年12月11日，面積672平方公里，2005年人口23,513，人口密度每平方公里34.99人。
7°07′S 78°49′W / 7.117°S 78.817°W